# São Miguel do Araguaia (gemeente)
São Miguel do Araguaia is een gemeente in de Braziliaanse deelstaat Goiás gelegen aan de bovenloop van de Araguaia. De gemeente telt 23.142 inwoners (schatting 2009).

## Aangrenzende gemeenten
De gemeente grenst aan Bonópolis, Mundo Novo, Nova Crixás, Novo Planalto, Cocalinho (MT), Araguaçu (TO), Formoso do Araguaia (TO) en Sandolândia (TO).

## Verkeer en vervoer
De plaats vormt thans zo goed als de eindbestemming van de deels onderbroken radiale snelweg BR-080 vanuit Brasilia. Daarnaast ligt ze aan de wegen GO-164, Go-241 en GO-244.